# Holopyga generosa
Holopyga generosa (лат.) — вид ос-блестянок рода Holopyga из отряда перепончатокрылые насекомые. Палеарктика.

## Описание
Осы-блестянки среднего размера (длина тела от 7 до 9 мм), ярко окрашенные, металлически блестящие. Оба пола одинаково двуцветны: голова и мезосома зелёные или голубые, а метасома дорсально красная. Окраска напоминает окраску Hedychrum gerstaeckeri и самцов H. nobile и H. niemelai, но H. generosa всегда имеет многозубчатые коготки лапок, угловатые края на голове и равномерно закруглённый край тергита Т3. У Hedychrum коготки раздвоены, края головы округлые, а Т3 обычно имеет угловатые выступы сбоку.
Среда обитания: малонаселённые песчаные участки, сухие луга. Взрослые особи посещают цветки растений из семейств Зонтичные, Астровые, Молочайные, Кипрейные и Розовые. Период лёта: конец мая — конец августа.
Хозяин: оса Astata boops (Schranck) (Crabronidae). Самки откладывают яйца в нимф клопов до того, как их поймает и принесёт в гнездо хозяин.

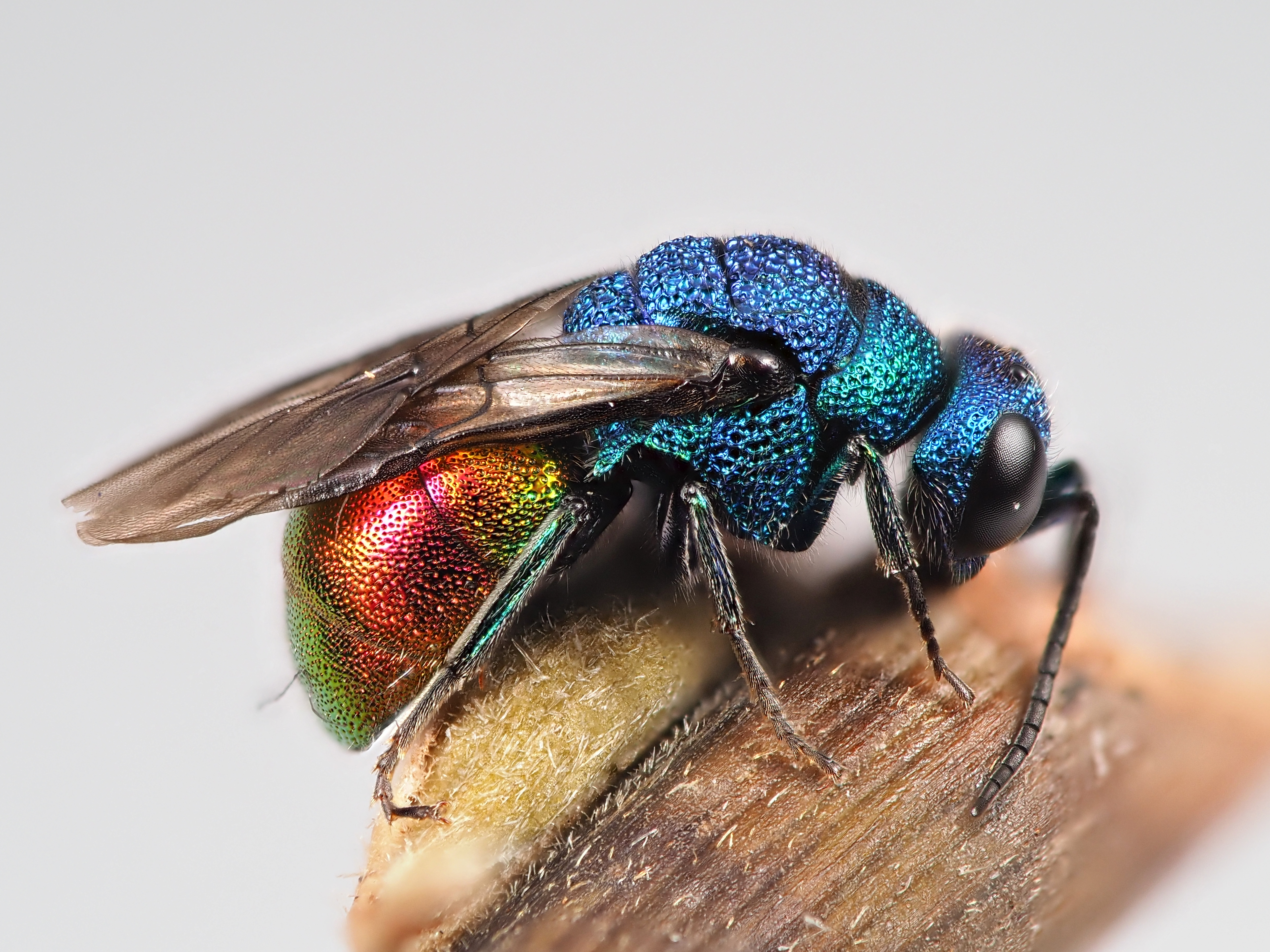

## Систематика
Вид с запутанной таксономической историей. Его ранее смешивали с другими видами. Таксон был впервые описан в 1853 году под названием Ellampus generosus Förster, 1853. За последние годы название этого вида менялось не менее четырёх раз. Долгое время в европейской литературе этот вид путали с Holopyga amoenula Dahlbom, 1845 и Holopyga gloriosa (Fabricius, 1793). Линсенмайер (Linsenmaier, 1959a) впервые определил и дал ключ к этому виду под названием Holopyga ovata Dahlbom, 1854. Позже Линсенмайер (1987) заметил, что название Holopyga generosa (Förster, 1853) имеет приоритет, и, наконец, (Linsenmaier, 1997) рассматривает его как европейский подвид североафриканской осы Holopyga fastuosa (Lucas, 1849), ещё одно название с приоритетом. В монографии Kimsey & Bohart (1991) поместили Holopyga fastuosa и Holopyga ovata в синонимию с Holopyga amoenula, а Holopyga generosa — в синонимию Holopyga chrysonota, что явно ошибочно (Rosa 2006). В настоящее время в европейской литературе чаще всего используется название Holopyga generosa (Niehuis 2001; Rosa 2006; Rosa & Soon 2012; Paukkunen et al. 2014, 2015).

## Распростарнение
Палеарктика: Европа, Малая Азия, северная Африка, Китай.